# 誰在敲我的門
《誰在敲我的門》（英語：Who's That Knocking at My Door）是一部1967年的劇情電影，由馬田·史高西斯執導及編劇，這是他的首部執導長篇電影，也是夏菲·基圖的首次演出。
这部电影在1967年的芝加哥电影节上获得了提名。

## 劇情
住在紐約皇后區的意大利裔美國青年J.R.（夏菲·基圖 飾）出生、成長於天主教氛圍濃厚的家庭，他終日無所事事，借與幾個混混街頭鬥毆、小酒吧醉酒度日。不同於其時多數年輕人的是，他對性相當保守。
某日他在街頭結識當地女孩（Zina Bethune 飾），兩人迅速墜入愛河，交往中女孩驚詫於他對性的態度，卻因此對他加重愛的分量，但在兩人談婚論嫁時，女孩坦誠曾被強暴的屈辱往事，令他深陷抉擇的痛苦。

## 演員
- Zina Bethune 飾 女孩
- 夏菲·基圖 飾 J.R.
- Ann Collette 飾 夢中的女孩
- Lennard Kuras 飾 Joey
- Michael Scala 飾 Sally Gaga
- Harry Northup（英语：Harry Northup） 飾 Harry
- Tuai Yu-Lan 飾 夢中的女孩
- Saskia Holleman 飾 夢中的女孩
- Bill Minkin 飾 派對上的Iggy
- Philip Carlson 飾 Copake的男孩
- Wendy Russell 飾 Gaga的女孩
- Robert Uricola 飾 有槍的男孩
- Susan Wood 飾 派對上的女孩
- Marisa Joffrey 飾 派對上的女孩
- 凱瑟琳·史柯西斯（英语：Catherine Scorsese） 飾 母親
- Victor Magnotta 飾 打鬥中的男孩
- Paul DeBonde 飾 打鬥中的男孩

馬田·史高西斯飾演一名黑幫（未掛名）

## 外部連結
- 互联网电影数据库（IMDb）上《Who's That Knocking at My Door?》的资料（英文）
- AllMovie上《Who's That Knocking at My Door?》的资料（英文）
- 爛番茄上《Who's That Knocking at My Door?》的資料（英文）
- TCM电影资料库上《Who's That Knocking at My Door?》的资料（英文）
- 豆瓣电影上《誰在敲我的門》的資料 （简体中文）